# Apatania copiosa
Apatania copiosa är en nattsländeart som först beskrevs av Mclachlan 1875.  Apatania copiosa ingår i släktet Apatania och familjen Apataniidae. Inga underarter finns listade i Catalogue of Life.